# Said Gómez Castillo
Said Gómez Castillo es un deportista panameño que compitió en atletismo adaptado. Ganó ocho medallas en los Juegos Paralímpicos de Verano entre los años 1992 y 2004.

## Palmarés internacional
| Juegos Paralímpicos | Juegos Paralímpicos      | Juegos Paralímpicos | Juegos Paralímpicos |
| Año                 | Lugar                    | Medalla             | Prueba              |
| ------------------- | ------------------------ | ------------------- | ------------------- |
| 1992                | Barcelona (España)       | Medalla de oro      | 5000 m B3           |
| 1992                | Barcelona (España)       | Medalla de plata    | 800 m B3            |
| 1992                | Barcelona (España)       | Medalla de plata    | 1500 m B3           |
| 1996                | Atlanta (Estados Unidos) | Medalla de oro      | 1500 m T12          |
| 1996                | Atlanta (Estados Unidos) | Medalla de oro      | 5000 m T12          |
| 2000                | Sídney (Australia)       | Medalla de plata    | 5000 m T13          |
| 2000                | Sídney (Australia)       | Medalla de bronce   | 1500 m T13          |
| 2004                | Atenas (Grecia)          | Medalla de plata    | 5000 m T13          |